# Francisco Ayres
Francisco Ayres là một đô thị thuộc bang Piauí, Brasil. Đô thị này có diện tích 656,448 km², dân số năm 2007 là 5029 người, mật độ 7,66 người/km².